# Eriz
Eriz (toponimo tedesco) è un comune svizzero di 490 abitanti del Canton Berna, nella regione dell'Oberland (circondario di Thun).

## Società

### Evoluzione demografica
L'evoluzione demografica è riportata nella seguente tabella:
Abitanti censiti

## Geografia antropica

### Frazioni
Le frazioni di Eriz sono:
- Ausser-Eriz
  - Äppenschwendi
  - Bühl
  - Kapfern
  - Losenegg
- Inner-Eriz
  - Bieten
  - Halten
  - Linden (o Dörfli)
  - Niedermatt
  - Scheidzaun

## Amministrazione
Ogni famiglia originaria del luogo fa parte del comune patriziale che ha la responsabilità della manutenzione di ogni bene ricadente all'interno dei confini del comune.